# Эн-Несири, Юссеф
Юссе́ф Эн-Неси́ри (исп. Youssef En-Nesyri; род. 1 июня 1997, Фес) — марокканский футболист, нападающий клуба «Фенербахче» и сборной Марокко.

## Клубная карьера
Эн-Несири является воспитанником марокканской Академии Мохаммеда VI. В 2015 году перебрался в «Малагу» за компенсацию в 125 тыс. евро и первый сезон провёл в команде академии. В конце сезона 2015/16 был вызван в резервную команду «Малаги» — «Атлетико Малагеньо», где провёл пять встреч и четырежды отличился.
8 июля 2016 года был включён Хуанде Рамосом в состав на предсезонные сборы. Спустя восемь дней в товарищеском матче против «Альхесираса» отметился дублем. Всего на предсезонных сборах отличился шесть раз.
23 августа 2016 года продлил контракт до лета 2020 года. 26 августа дебютировал в Примере поединком против «Эспаньола», выйдя на замену на 77-й минуте вместо Кеко.
16 января 2020 года перешёл из «Леганеса» в «Севилью», сумма трансфера оценивалась в 25 млн евро. В сезоне 2019/20 забил за «Севилью» 6 мячей в 26 матчах во всех турнирах. 21 августа 2020 года в финале Лиги Европы УЕФА в Кёльне вышел на замену на 85-й минуте вместо автора двух голов Люка де Йонга. «Севилья» обыграла «Интер» со счётом 3:2.

## Карьера в сборной
Летом 2019 года на Кубке африканских наций в Египте Юссеф был вызван в состав своей национальной сборной. Во втором матче против Кот-д’Ивуара он забил мяч на 23-й минуте, а команды одержала победу 1:0. В матче 1/8 финала против Бенина забил мяч, однако его сборная уступила в серии послематчевых пенальти.
На чемпионате мира 2022 года в Катаре Эн-Несири забил один из мячей Марокко в матче групповой стадии против Канады (2:1). В четвертьфинале против сборной Португалии Эн-Несири забил головой единственный мяч в игре (1:0). Марокканцы стали первой в истории африканской командой, вышедшей в полуфинал чемпионата мира.

## Достижения

### Командные
«Севилья»
- Победитель Лиги Европы УЕФА (2): 2019/20, 2022/23

### Личные
- Игрок месяца Ла Лиги (2): январь 2021, апрель 2023

### Награды
- Офицер Ордена Трона (2022)[8]

## Клубная статистика
| Выступление      | Выступление      | Выступление      | Лига | Лига | Кубки | Кубки | Еврокубки | Еврокубки | Прочие | Прочие | Итого | Итого |
| Клуб             | Лига             | Сезон            | Игры | Голы | Игры  | Голы  | Игры      | Голы      | Игры   | Голы   | Игры  | Голы  |
| ---------------- | ---------------- | ---------------- | ---- | ---- | ----- | ----- | --------- | --------- | ------ | ------ | ----- | ----- |
| Малага           | Примера          | 2016/17          | 13   | 1    | 2     | 0     | 0         | 0         | 0      | 0      | 15    | 1     |
| Малага           | Примера          | 2017/18          | 25   | 4    | 1     | 0     | 0         | 0         | 0      | 0      | 26    | 4     |
| Малага           | Итого            | Итого            | 38   | 5    | 3     | 0     | 0         | 0         | 0      | 0      | 41    | 5     |
| Леганес          | Примера          | 2018/19          | 31   | 9    | 3     | 2     | 0         | 0         | 0      | 0      | 34    | 11    |
| Леганес          | Примера          | 2019/20          | 18   | 4    | 1     | 0     | 0         | 0         | 0      | 0      | 19    | 4     |
| Леганес          | Итого            | Итого            | 49   | 13   | 4     | 2     | 0         | 0         | 0      | 0      | 53    | 15    |
| Севилья          | Примера          | 2019/20          | 18   | 4    | 2     | 0     | 6         | 2         | 0      | 0      | 26    | 6     |
| Севилья          | Примера          | 2020/21          | 38   | 18   | 5     | 0     | 8         | 6         | 1      | 0      | 52    | 24    |
| Севилья          | Примера          | 2021/22          | 23   | 5    | 0     | 0     | 6         | 0         | 0      | 0      | 29    | 5     |
| Севилья          | Примера          | 2022/23          | 31   | 8    | 4     | 4     | 13        | 6         | 0      | 0      | 48    | 18    |
| Севилья          | Примера          | 2023/24          | 33   | 16   | 1     | 1     | 6         | 2         | 1      | 1      | 41    | 20    |
| Севилья          | Итого            | Итого            | 143  | 51   | 12    | 5     | 39        | 16        | 2      | 1      | 196   | 73    |
| Всего за карьеру | Всего за карьеру | Всего за карьеру | 230  | 69   | 19    | 7     | 39        | 16        | 2      | 1      | 290   | 93    |